# OKWINE
OKWINE (англ. OKWINE, укр. Оквайн)— українська мережа спеціалізованих магазинів, заснована 2012 року. Наразі налічує 150 виномаркетів по Україні — Київ, Харків, Одеса, с. Святопетрівське, с. Софіївська Борщагівка, с. Чайки, с. Петропавлівська Борщагівка, Дніпро, Вінниця, Львів, Івано-Франківськ, Рівне, Вишневе, Чернігів, Луцьк, Буча, с. Козин, Черкаси, Тернопіль, Полтава, Кропивницький, Хмельницький, с. Поляниця (Івано-Франківська обл.), Житомир, Чернівці, Ірпінь, Кривий Ріг, с. Щасливе, Ковель, Бровари, с. Брюховичі (Львівська обл.), с. Крюківщина. Концепція мережі – зручний виномаркет біля дому з широким асортиментом алкоголю, супутніх продуктів, де працюють професійні сомельє, які допомагають покупцям з вибором вина. Компанія розвиває культуру споживання вина та інших напоїв в Україні. Усі маркети підпорядковані центральному офісу без жодних франшиз.

## Виномаркети
Асортимент мережі налічує понад 10 000 видів товарів харчування та напоїв від світових та українських виробників — вино, віскі, ром, коньяк, джин, горілка, лікери, слабоалкогольні, безалкогольні; сири та мʼясну продукцію, крупи, органічні продукти, солодощі та інші категорії. Понад 2000 позицій вже налічує і власний імпорт, прямі контракти з виробниками та постачання продукції яких в Україну здійснює власна компанія - імпортер та дистрибʼютор Wine Hunters. Працівники мережі навчаються у власній школі сомельє OKWINE School, де отримують знання від провідних експертів галузі - бренд-менеджерів та членів Асоціації Сомельє України. 

### Розвиток мережі
- 22 лютого 2012 відбулось офіційне відкриття першого виномаркету у Києві
- з 2013 по 2014 рік OKWINE визначає свій вектор розвитку як мережі, відкриваючи маркети у Києві
- в 2015 році відкрито перший виномаркет у Харкові
- станом на 2018 рік мережа налічує вже 21 торгову точку у Києві, Київській області та Харкові
- в 2019 році мережа активно розвивається у регіонах, зʼявляються перші маркети в Одесі та Дніпрі
- у червні 2019 року компанія відкриває власний освітній проєкт — школу сомельє OKWINE School, котрий став фундаментом для формування найбільшого в Україні ком'юніті професійних сомельє та винних ентузіастів.
- станом на 2020 рік кількість торгових точок сягнула 49 маркетів — виномаркети відкрито у Львові, Вінниці, Івано-Франківську
- станом на 2021 рік мережа OKWINE налічує 79 маркетів, до географії розширення долучаються торгові точки у містах Вишневе, Чернігів, Луцьк, Рівне
- станом на лютий 2022 року мережа налічує 85 маркетів по Україні:  Київ та Київська область — 53 маркетів, Вишневе - 1 маркет, Буча - 1, Харків — 5 маркетів, Чернігів — 1 маркет, Черкаси - 1, Дніпро — 6 маркетів, Одеса — 7 маркетів, Львів — 2 маркети, Івано-Франківськ — 4 маркети, Луцьк — 1 маркет, Рівне — 1 виномаркет, Вінниця — 2 маркети
- у травні 2023 року мережа відкрила свій ювілейний 100-ий магазин[7] у Києві
- у жовтні 2023 року відкрито маркети в Яремче (Івано-Франківська область), Конча-Заспа (Київська область), 5-ий маркет у Львові, 8-ий маркет у Дніпрі
- на початку 2024 року мережа впровадила нову програму лояльності OKWINE CLUB та запустила власний додаток OKWINE, котрий надав усім гостям та користувачам накопичувати та використовувати бонуси за покупки[8]
- протягом 2024 року мережа масштабувалась відкривши 34 торгові точки у 7 нових населених пунктах: Чернівці, Ірпінь, Кривий Ріг, Ковель, Бровари, Вишгород, село Щасливе
- станом на кінець грудня 2024 року виномаркети мережі представлені у 33 населених пунктах: м. Київ та Київська область — 67 виномаркетів, с. Козин — 2 виномаркети, с. Чайки — 1 виномаркет, с. Щасливе — 1 виномаркет, м. Буча — 1 виномаркет, м. Бровари — 1 виномаркет, м. Вишневе — 1 виномаркет, м. Вишгород — 1 виномаркет, м. Ірпінь — 2 виномаркети, м. Харків - 5 виномаркетів, м. Чернігів - 2 виномаркети, м. Черкаси - 4 виномаркети, м. Житомир - 1 виномаркет, м. Вінниця — 3 виномаркети, м. Дніпро — 11 виномаркетів, м. Чернівці — 2 виномаркети, м. Івано-Франківськ — 5 виномаркетів, с. Поляниця — 1 виномаркет, м. Кропивницький — 1 виномаркет, м. Кривий Ріг — 2 виномаркети, м. Луцьк — 4 виномаркети, м. Ковель — 1 виномаркет, м. Львів — 6 виномаркетів, с. Брюховичі — 1 виномаркет, м. Одеса — 7 виномаркетів, м. Полтава — 2 виномаркети, м. Рівне — 3 виномаркети, м. Тернопіль — 2 виномаркети, м. Хмельницький — 4 виномаркети.

## Галерея виномаркетів

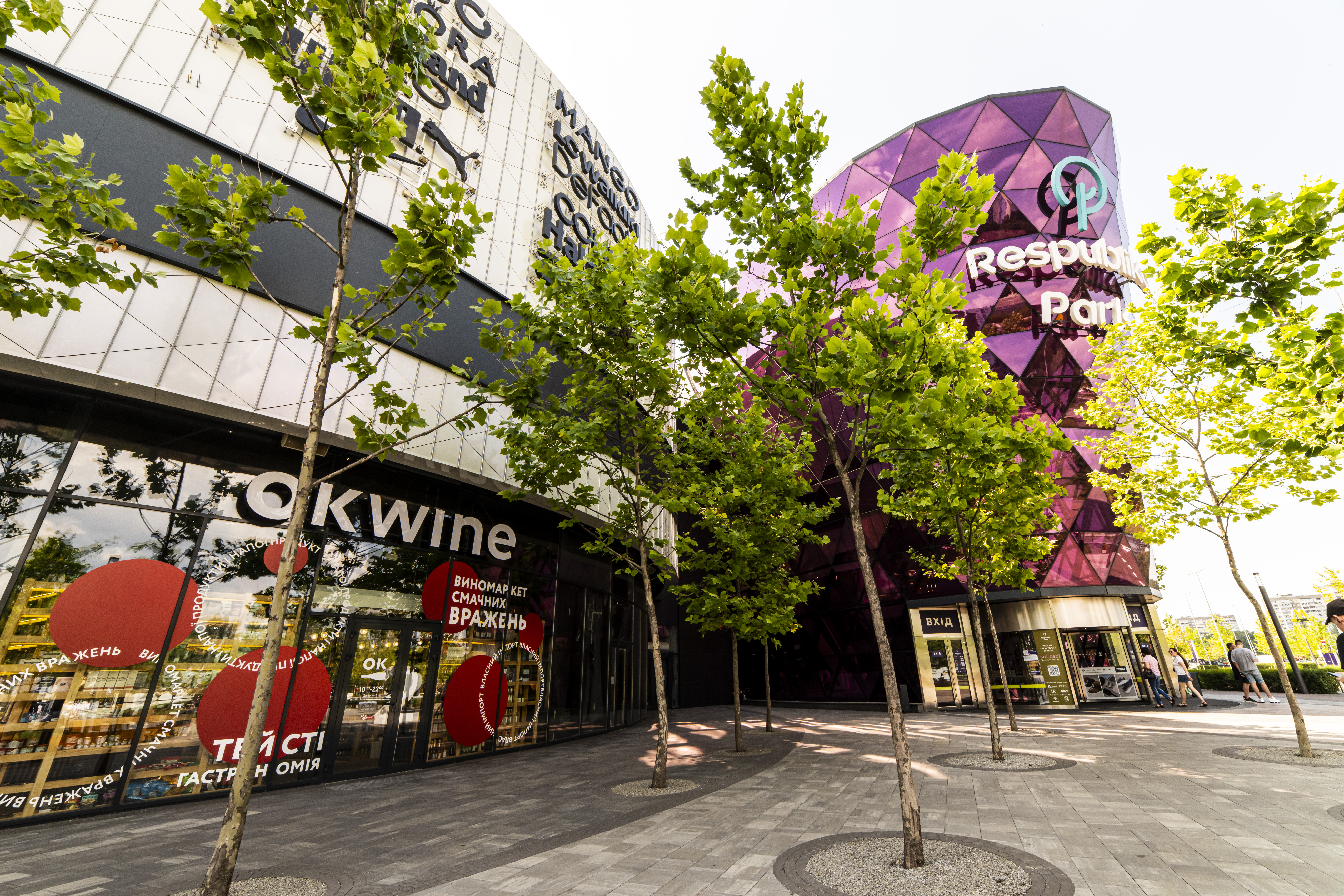
Виномаркет OKWINE у ТРЦ Respublika Park, м. Київ
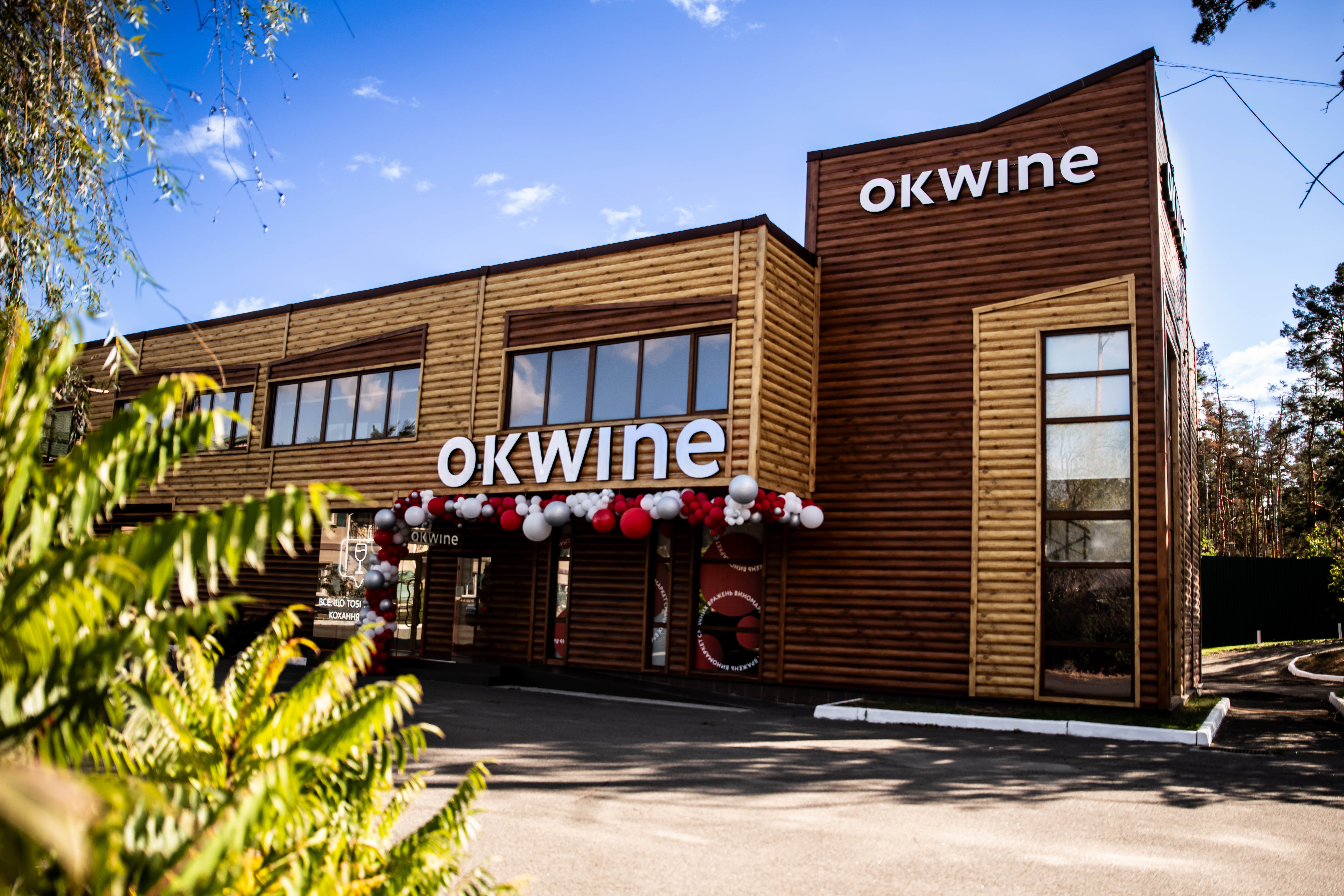
Виномаркет OKWINE  у с. Козин
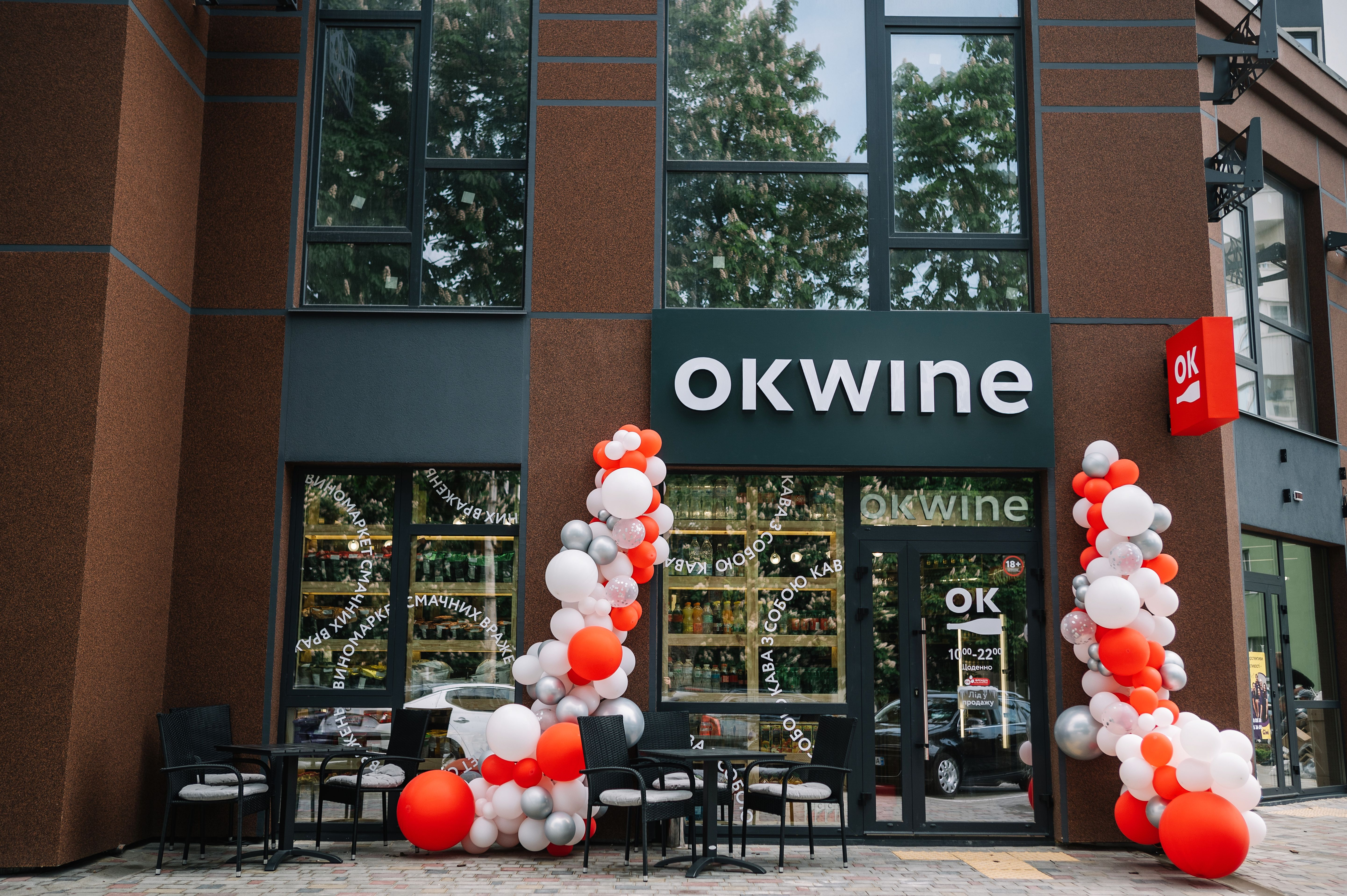
Виномаркет OKWINE  у м. Луцьк
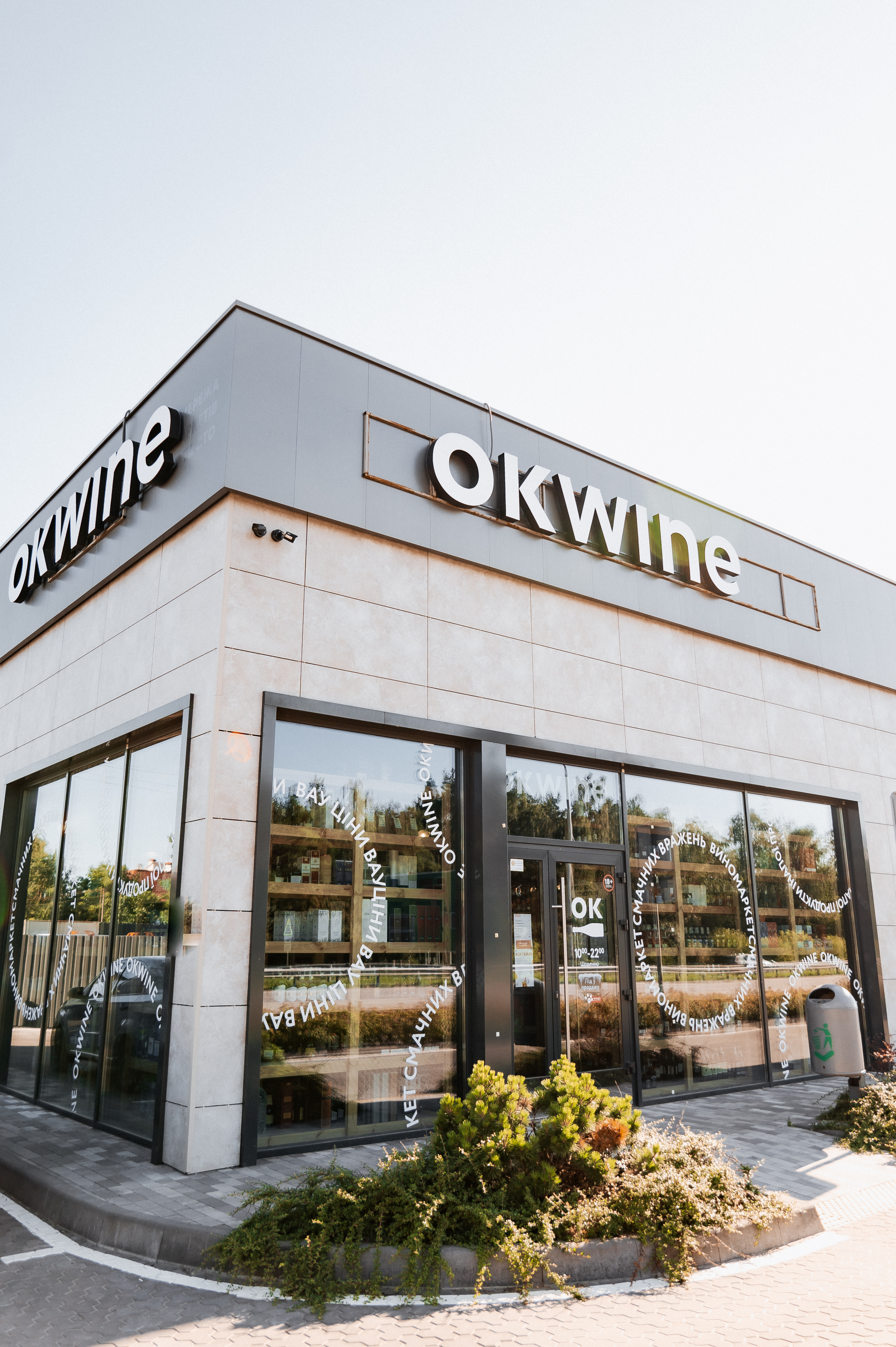
Виномаркет OKWINE  у с. Щасливе
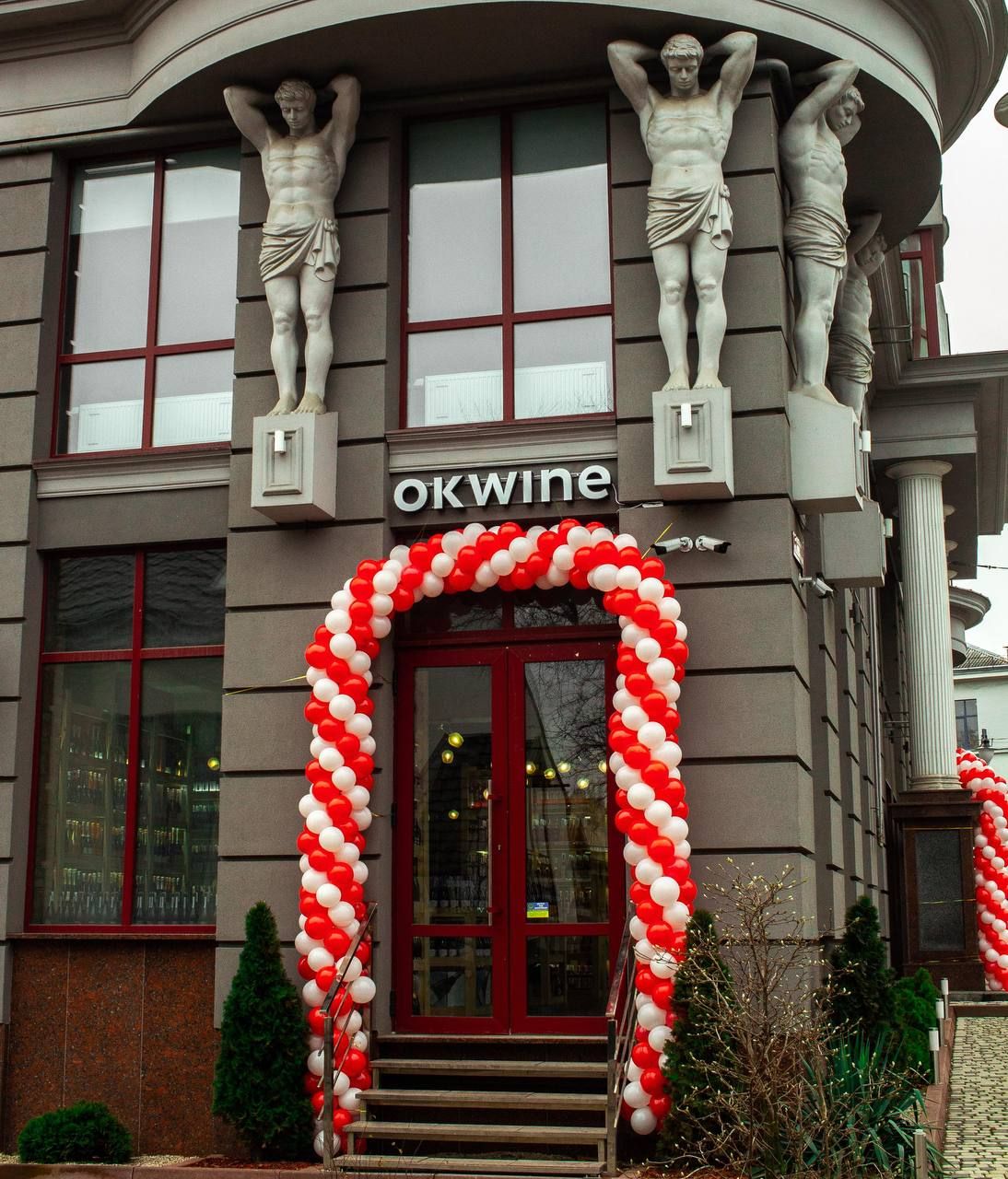
Виномаркет OKWINE  в Івано-Франківську
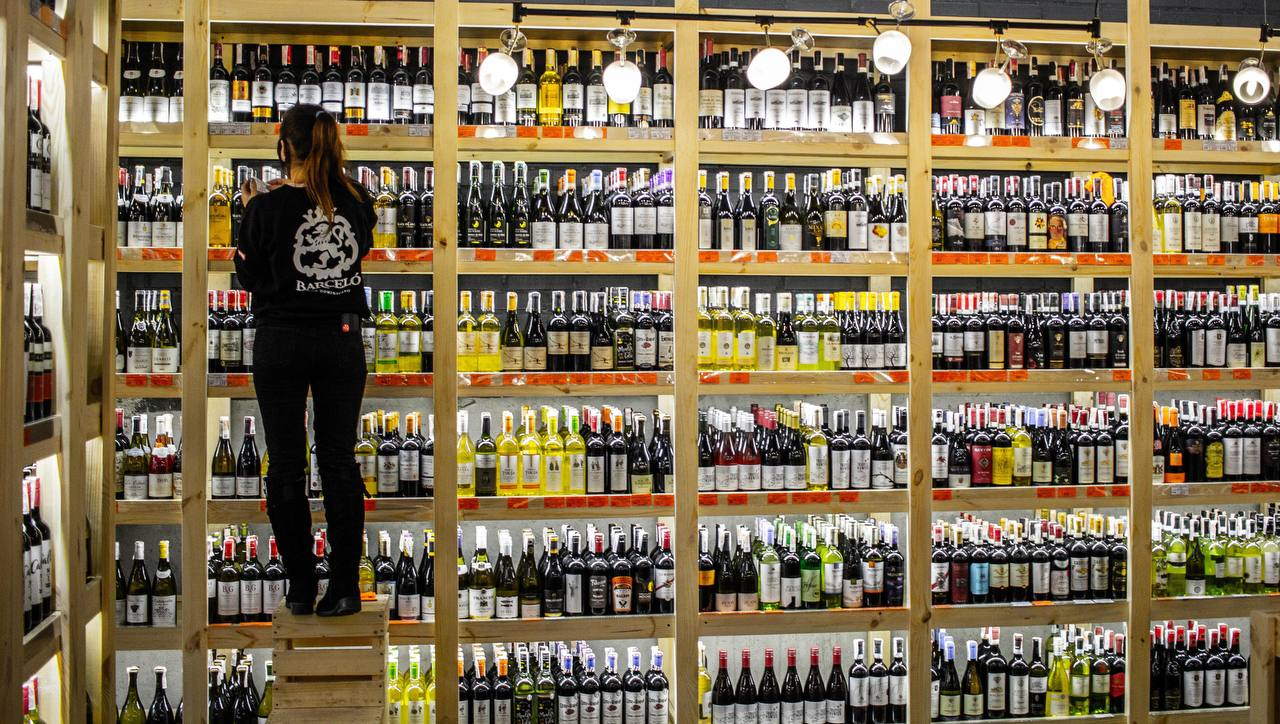
Сомельє у винному відділі маркету
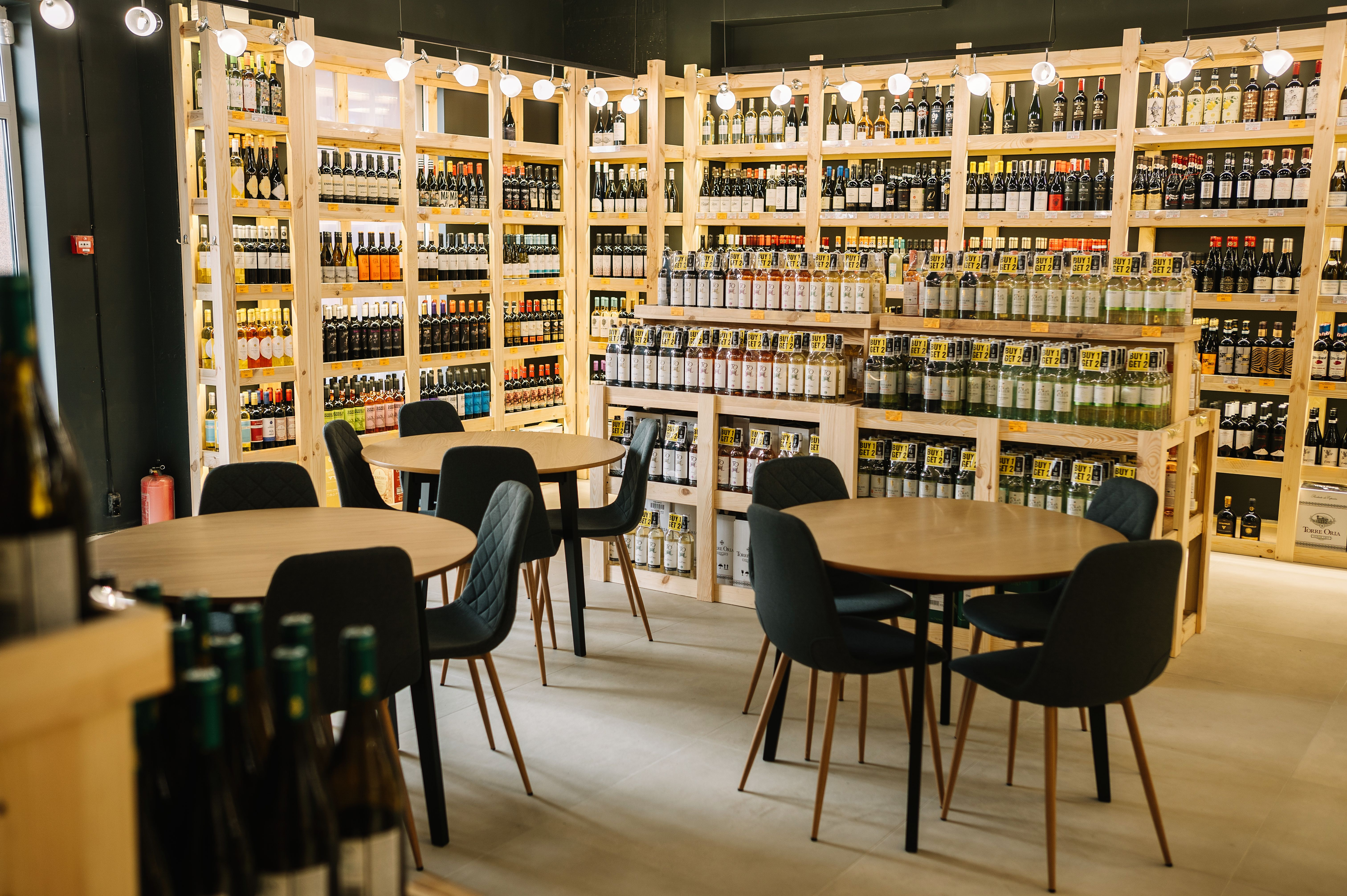
Дегустаційна зала
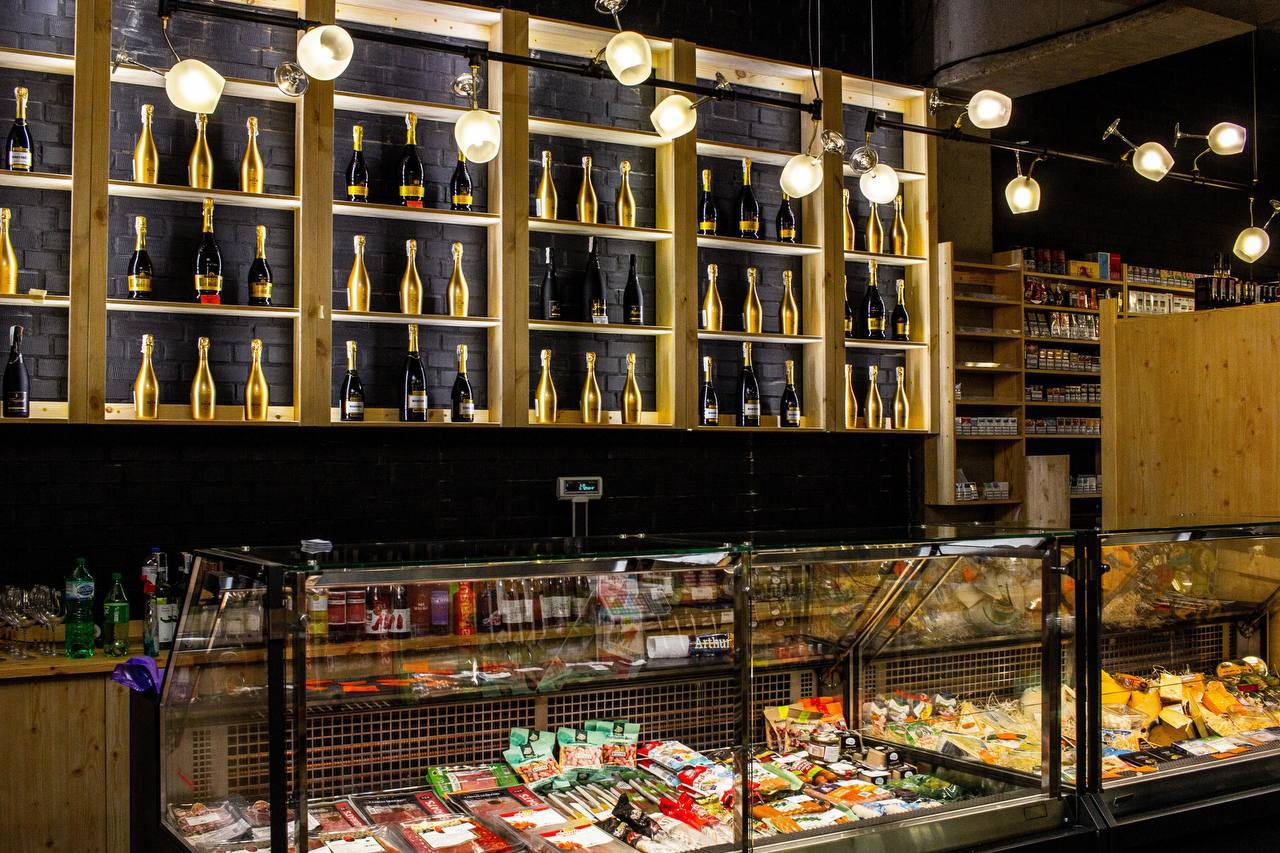
Продуктова зона з делікатесами
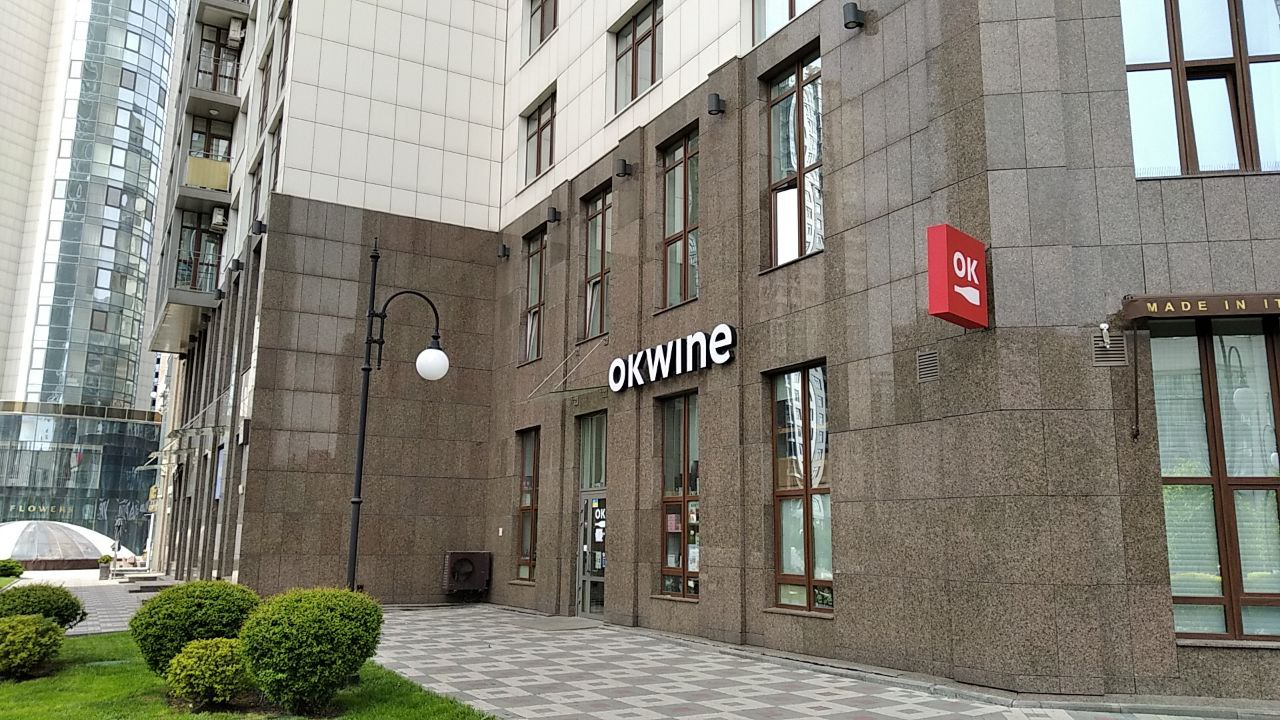
Виномаркет OKWINE  у ЖК «Новопечерські Липки»

## Рестобар
- 10 травня 2024 року в місті Житомир вперше розпочав свою роботу рестобар Not Only Wine [9] (скорочено NOW)— новий амбітний проєкт від творців мережі виномаркетів OKWINE та імпортера-дистрибʼютора Wine Hunters. Концепція закладу розкривається через її назву: все про вино, до вина і не тільки.[10]
- представники OKWINE повідомили про те, що проєкт стане мережевим і наразі команда працює над другим рестобаром Not Only Wine, відкриття котрого відбудеться у Києві.[11]

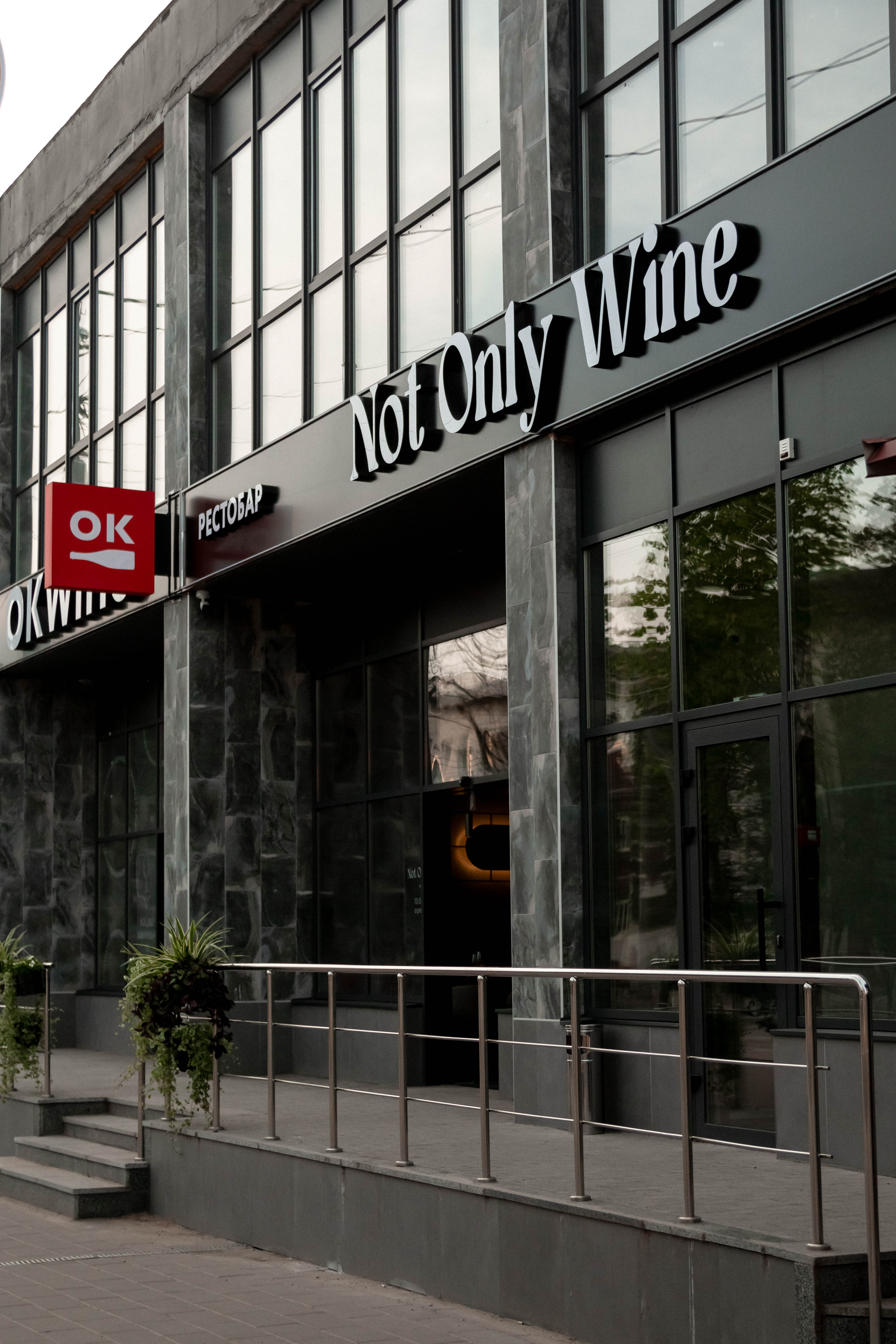
Фасад рестобару
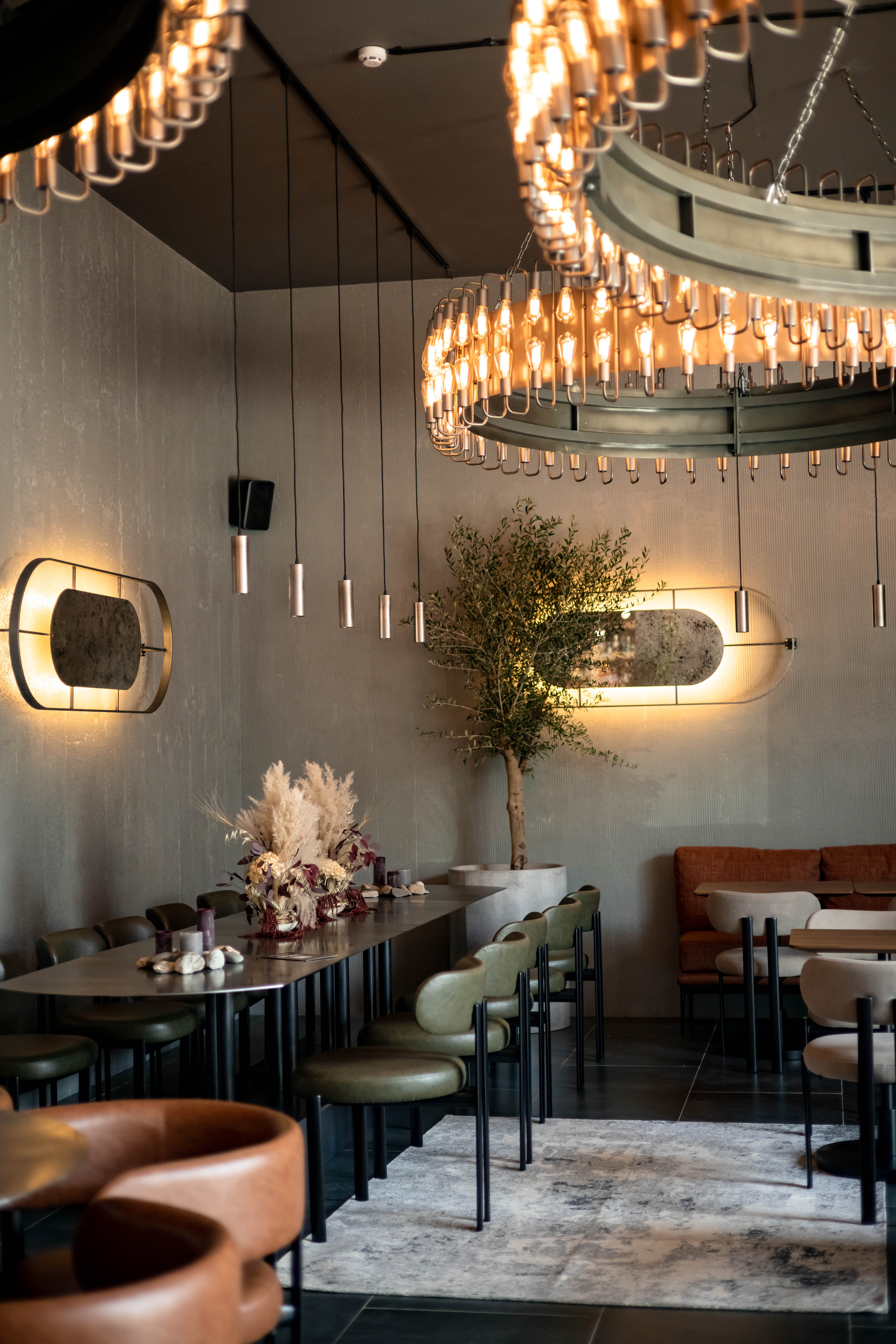
Інтерʼєр NOW
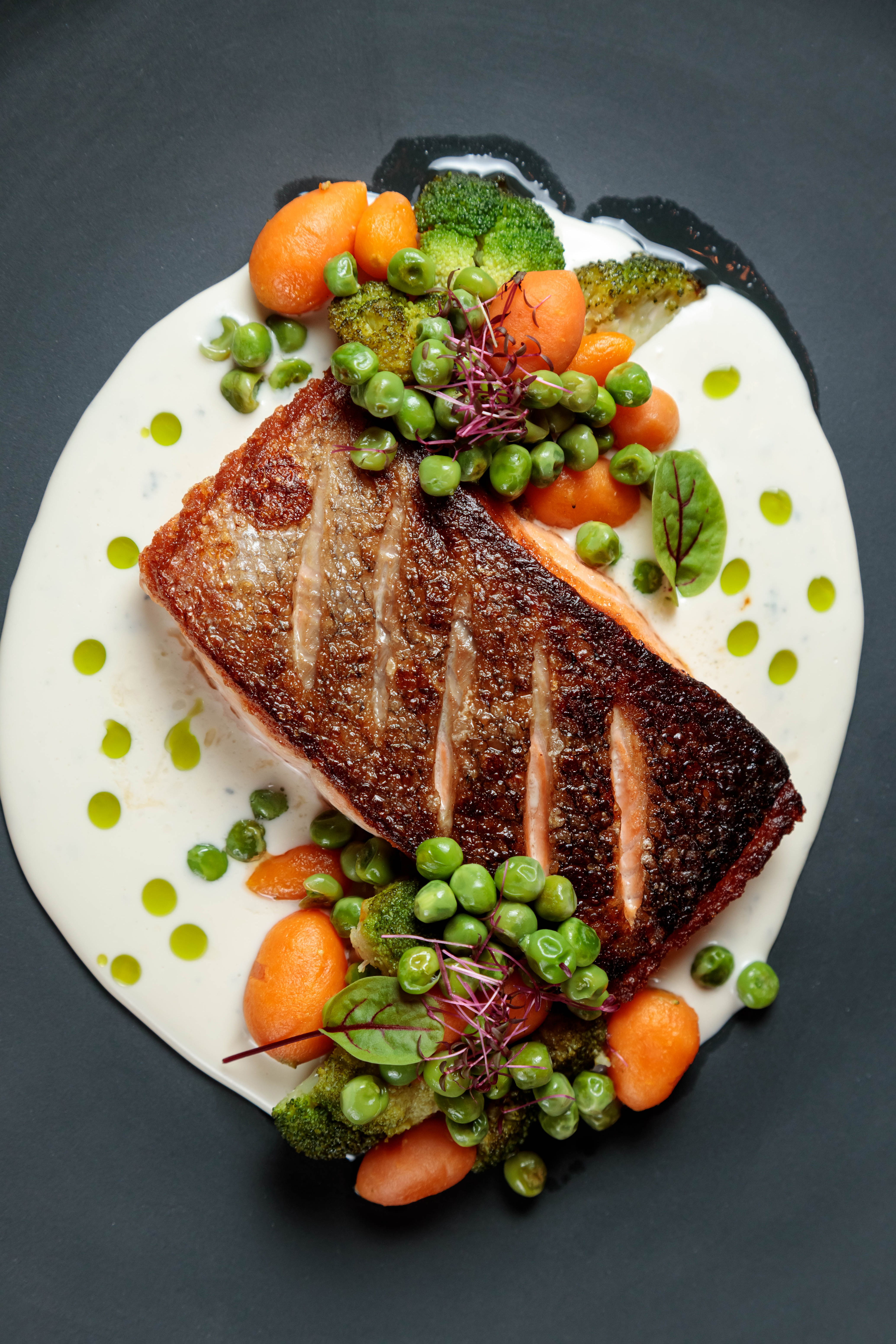
Кухня рестобару
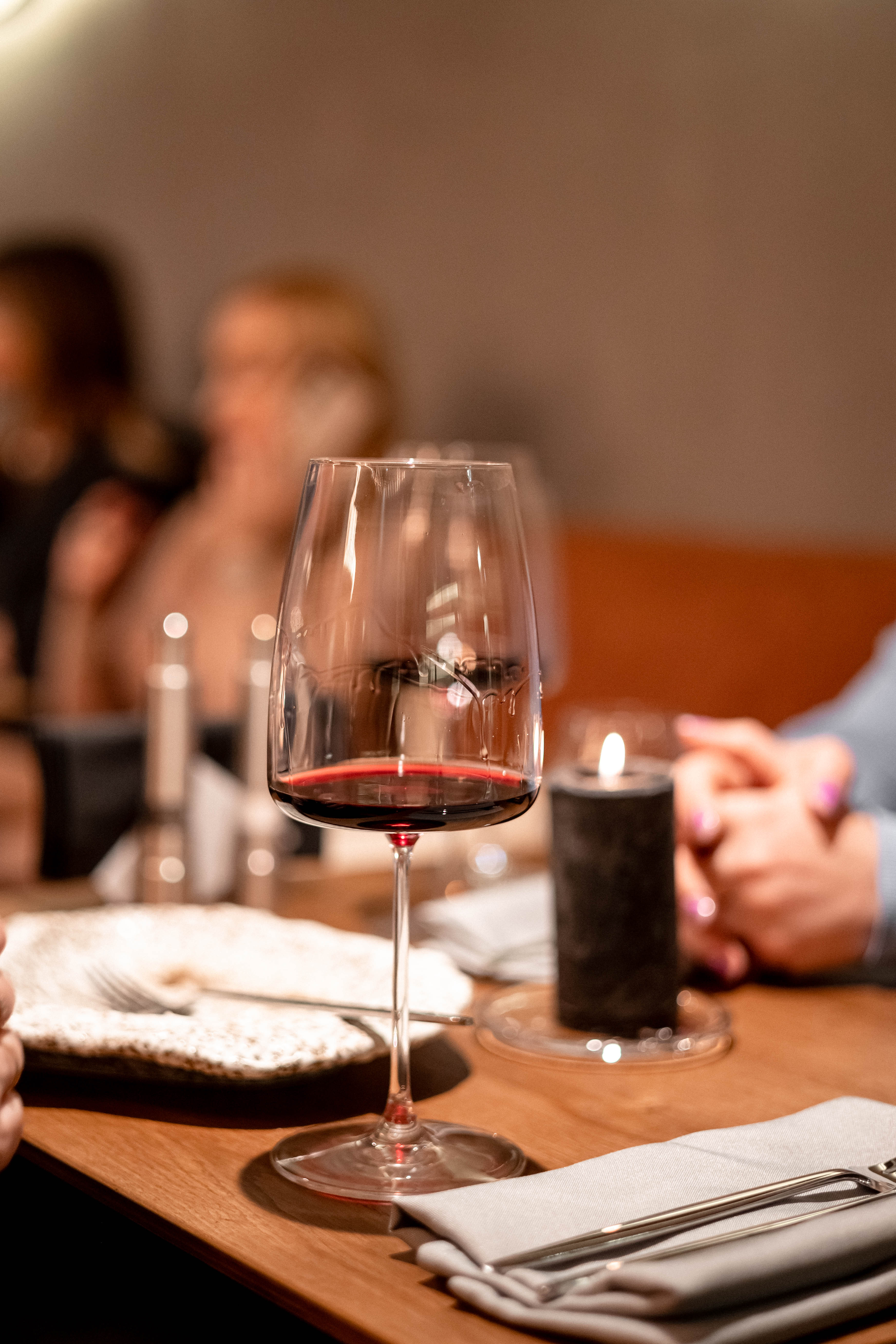
Найбільша винна карта серед закладів у м.Житомир
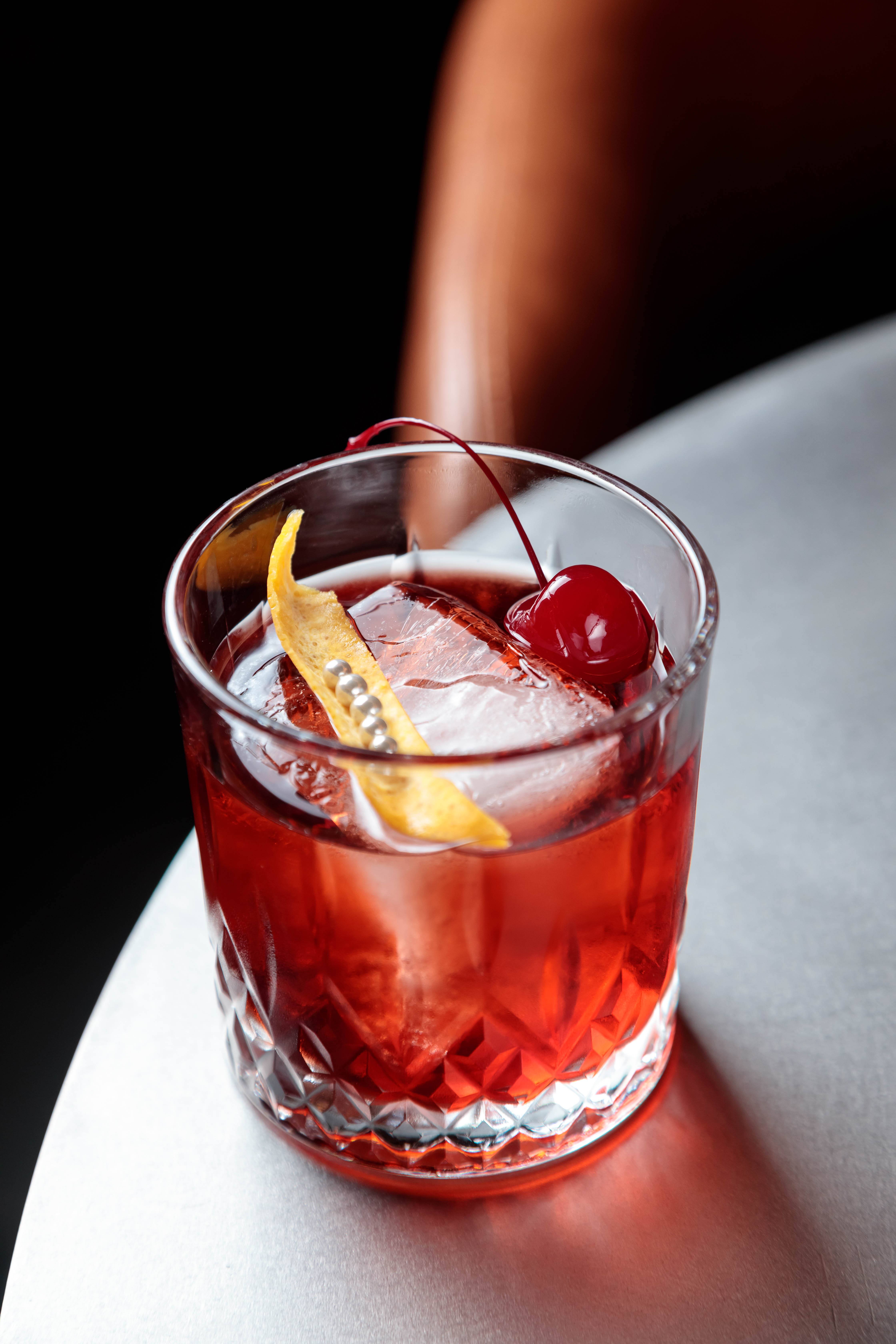
Коктейльне меню
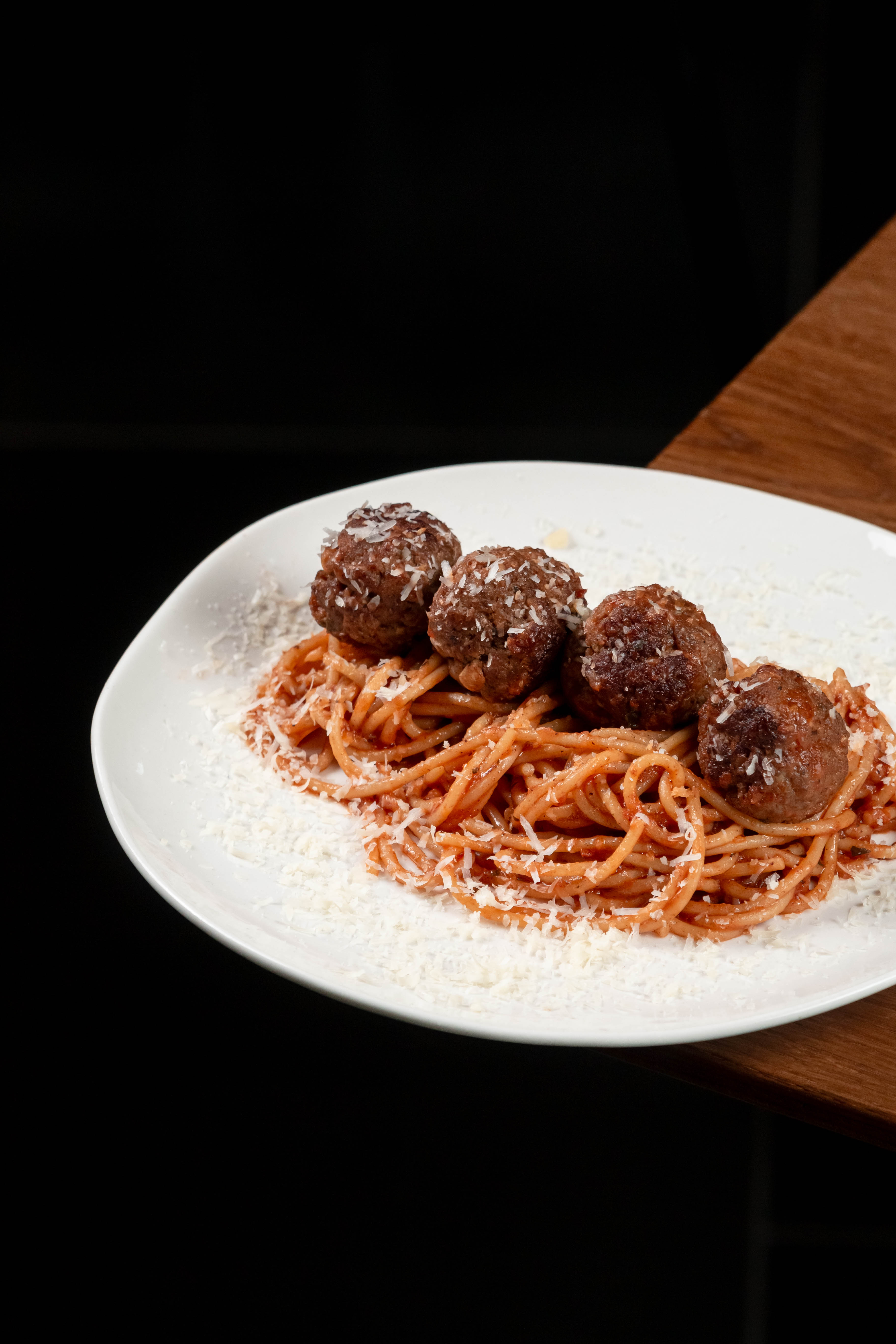
Дитяче меню

## Діяльність під час війни

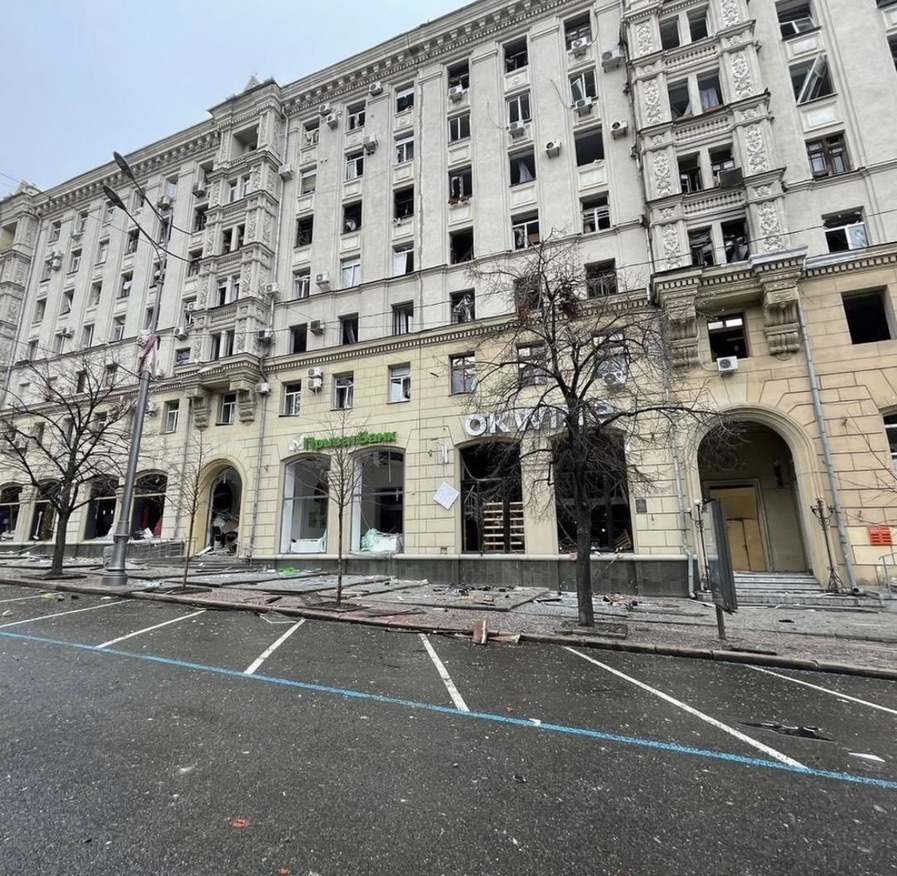
Зруйнований виномаркет OKWINE на площі Конституції у м.Харків під час нападу РФ у 2022 році

З перших днів повномасштабного вторгнення російських військ на територію України команда мережі зосередилась на гуманітарних ініціативах. Працівники мережі забезпечували допомогу для ЗСУ, ТрО, лікарень, дітей та літніх людей, надаючи продукти та воду — все на той час наявне у крамницях. Сама ж мережа понесла фінансові збитки через заборону торгівлі алкогольними напоями, але вже від 1 квітня 2022 року її було скасовано у магазинах та закладах сфери обслуговування у столиці. Наразі компанія продовжує свою діяльність та планує відновити пошкоджені маркети у Харкові.
У січні 2023 року було засновано власний благодійний фонд — БФ «ОКВАЙН». Вже у жовтні 2023 року компанія привезла, відремонтувала та передала на фронт 10 авто та дві Tatra 815. Станом на жовтень 2024 року благодійний фонд «OKWINE» реалізували допомогу ЗСУ у вигляді 30 авто.